# Judo aux Jeux olympiques d'été de 1992
Navigation
Séoul 1988 Atlanta 1996
Les compétitions de judo des Jeux olympiques d'été de 1992 se déroulent au Palau Blaugrana de Barcelone. 14 épreuves y sont organisées : 7 masculines et 7 féminines. 433 athlètes prennent part aux épreuves. 56 médailles olympiques dont 14 d'or sont décernées.

## Résultats

### Podiums masculins
| Épreuves       | Or                         | Argent               | Bronze                                       |
| -------------- | -------------------------- | -------------------- | -------------------------------------------- |
| Moins de 60 kg | Nazim Guseynov, CEI        | Yoon Hyun, KOR       | Tadanori Koshino, JPN Richard Trautmann, GER |
| Moins de 65 kg | Rogerio Sampaio, BRA       | József Csák, HoN     | Israel Hernández, CUB Udo Quellmalz, GER     |
| Moins de 71 kg | Toshihiko Koga, JPN        | Bertalan Hajtós, HON | Chung Hoon, KOR Shay-Oren Smadja, ISR        |
| Moins de 78 kg | Hidehiko Yoshida, JPN      | Jason Morris, USA    | Bertrand Damaisin, FRA Kim Byung-joo, KOR    |
| Moins de 86 kg | Waldemar Legien, POL       | Pascal Tayot, FRA    | Nicolas Gill, CAN Hirotaka Okada, JPN        |
| Moins de 95 kg | Antal Kovács, HUN          | Raymond Stevens, GBR | Theo Meijer, NET Dmitri Sergeyev, CEI        |
| Plus de 95 kg  | David Khakhaleichvili, CEI | Naoya Ogawa, JPN     | Imre Csösz, HUN David Douillet, FRA          |

### Podiums féminins
| Épreuves       | Or                           | Argent                    | Bronze                                    |
| -------------- | ---------------------------- | ------------------------- | ----------------------------------------- |
| Moins de 48 kg | Cécile Nowak, FRA            | Ryoko Tamura, JPN         | Amarilis Savón, CUB Hülya Şenyurt, TUR    |
| Moins de 52 kg | Almudena Muñoz, ESP          | Noriko Mizoguchi, JPN     | Li Zhongyun, CHN Sharon Rendle, GBR       |
| Moins de 56 kg | Miriam Blasco, ESP           | Nicola Fairbrother, GBR   | Driulis González, CUB Chiyori Tateno, JPN |
| Moins de 61 kg | Catherine Fleury-Vachon, FRA | Yael Arad, ISR            | Ielena Petrova, CEI Zhang Di, CHN         |
| Moins de 66 kg | Odalis Revé, CUB             | Emanuela Pierantozzi, ITA | Kate Howey, GBR Heidi Rakels, BEL         |
| Moins de 72 kg | Kim Mi-Jung, KOR             | Yoko Tanabe, JPN          | Irene de Kok, P-B Laetitia Meignan, FRA   |
| Plus de 72 kg  | Zhuang Xiaoyan, CHN          | Estela Rodríguez, CUB     | Natalina Lupino, FRA Yoko Sakaue, JPN     |

### Tableau des médailles
- Pays organisateur (Brésil)

| Rang | Nation       | Or | Argent | Bronze | Total |
| ---- | ------------ | -- | ------ | ------ | ----- |
| 1    | Japon        | 2  | 4      | 4      | 10    |
| 2    | France       | 2  | 1      | 4      | 7     |
| 3    | CEI          | 2  | 0      | 2      | 4     |
| 4    | Espagne      | 2  | 0      | 0      | 2     |
| 5    | Hongrie      | 1  | 2      | 1      | 4     |
| 6    | Cuba         | 1  | 1      | 3      | 5     |
| 7    | Corée du Sud | 1  | 1      | 2      | 4     |
| 8    | Chine        | 1  | 0      | 2      | 3     |
| 9=   | Brésil       | 1  | 0      | 0      | 1     |
| 9=   | Pologne      | 1  | 0      | 0      | 1     |
| 11   | Royaume-Uni  | 0  | 2      | 2      | 4     |
| 12   | Israël       | 0  | 1      | 1      | 2     |
| 13=  | Italie       | 0  | 1      | 0      | 1     |
| 13=  | États-Unis   | 0  | 1      | 0      | 1     |
| 15=  | Allemagne    | 0  | 0      | 2      | 2     |
| 15=  | Pays-Bas     | 0  | 0      | 2      | 2     |
| 17=  | Belgique     | 0  | 0      | 1      | 1     |
| 17=  | Canada       | 0  | 0      | 1      | 1     |
| 17=  | Turquie      | 0  | 0      | 1      | 1     |